# Kastelruther Spatzen
I Kastelruther Spatzen (letteralmente, "Passerotti di Castelrotto") sono un gruppo musicale Sud tirolese di schlager e folk music, e prendono il nome dalla loro città di origine, Castelrotto (ted.: Kastelruth), in provincia di Bolzano.

## Il gruppo
Agli inizi degli anni ottanta il gruppo viene fondato dai musicisti Karl Schieder, Walter Mauroner e Valentin Silbernagl, che da tempo cantavano insieme. Poco tempo dopo entrarono a far parte del gruppo Oswald Sattler e Ferdinand Rier, ed infine Norbert Rier. Con questa formazione, i Kastelruther Spatzen iniziano la loro carriera ed incidono il loro primo disco, il singolo Das Mädchen mit den erloschenen Augen, che fruttò loro il primo disco d'oro.
Nel 1986, Schieder e Ferdinand Rier uscirono dal gruppo per motivi di lavoro. Al loro posto subentrarono Albin Gross e Karl Heufler. Sette anni più tardi se ne andrà anche Oswald Sattler, che sceglie di cominciare una carriera da solista; sarà sostituito da Andreas Fulterer, che però lascerà gli Spatzen per lo stesso motivo nel 1998. In quell'anno integrarono il gruppo Kurt Dasser e Rüdiger Hemmelmann.
Nel novembre 2012 esce sulla Bild che un ex-componente del gruppo accusa gli altri di non registrare i propri cd, ma di inviare negli studi di registrazione dei musicisti professionisti. La risposta di Rier esce sul quotidiano locale Dolomiten dicendo che tutto ciò è vero e di non averlo mai negato.
L'attuale composizione:
- Voce: Norbert Rier
- Voce e chitarra: Kurt Dasser
- Sassofono e clarinetto: Valentin Silbernagl
- Tromba e sintetizzatore: Walter Mauroner
- Tastiere e fisarmonica: Albin Gross
- Voce e basso: Karl Heufler
- Batteria: Rüdiger Hemmelmann

## Discografia

### Album
- Das Mädchen mit den erloschenen Augen, 1983
- Ich sag's Dir mit Musik, 1985
- Musikantengold, 1986
- Servus Südtirol, 1987
- Weihnachtssterne, 1987
- Wenn Berge träumen, 1988
- Doch die Sehnsucht bleibt, 1989
- Feuer im ewigen Eis, 1990
- Wahrheit ist ein schmaler Grat, 1991
- Das Beste der Kastelruther Spatzen Folge 1, 1991 - Raccolta
- Eine weiße Rose, 1992
- Die schönsten Liebeslieder der Kastelruther Spatzen, 1992
- Der rote Diamant, 1993
- Atlantis der Berge, 1994
- Kastelruther Classics Folge 1, 1994 - Raccolta
- Nino und das Geheimnis des Friedens, 1994
- Das erste Gebot ist die Liebe, 1995
- Das Beste der Kastelruther Spatzen Folge 2, 1995 - Raccolta
- Kastelruther Spatzen live in Berlin, 1996 - Live
- Sterne über'm Rosengarten, 1996
- Träume von Liebe und Zärtlichkeit, 1996 - Raccolta
- Herzschlag für Herzschlag, 1997
- Kastelruther Classics Folge 2, 1997 - Raccolta
- Die weiße Braut der Berge, 1998
- Weihnachten mit den Kastelruther Spatzen, 1998
- Die Legende von Croderes, 1999
- Und ewig wird der Himmel brennen, 2000
- Jedes Abendrot ist ein Gebet, 2001
- Ihre Ersten Erfolge, 2001
- Das Beste der Kastelruther Spatzen Folge 3, 2001 - Raccolta
- Liebe darf alles, 2002
- Das Frühlingsfest der Volksmusik - Das Gold-Jubiläum der Kastelruther Spatzen Doppel-CD, 2002
- Herzenssache, 2003
- Alles Gold dieser Erde, 2003
- 16 Spatzen-Hits Instrumental, 2004
- Berg ohne Wiederkehr, 2004
- Zufall oder Schicksal, 2005
- Nino und das Geheimnis des Friedens, 2005 (Remake + 2 tracce extra)
- ...und Singen ist Gold, 2006
- Dolomitenfeuer, 2007
- Geschrieben für die Ewigkeit - Besinnliche Lieder, 2008
- Jeder Tag ist eine Rose, 2008
- Herz gewinnt - Herz verliert, 2008
- Ein Kreuz und eine Rose, 2009
- 25 Jahre Kastelruther Spatzen, 2009 - Raccolta

### DVD
- Das Beste Folge 1
- Das Beste Folge 2
- Herzschlag für Herzschlag
- Das große Kastelruther Spatzenfest
- Ich würd es wieder tun
- Berg ohne Wiederkehr
- Dolomitenfeuer
- Noch größer als der Everest

## I premi
Tra i numerosi premi nella lunga carriera dei Kastelruther Spatzen, si possono ricordare:
- la vittoria al Grand Prix der Volksmusik del 1990 con Tränen passen nicht zu dir (i Kastelruther Spatzen concorrevano per la Germania: solo dal 2000, infatti, alla manifestazione partecipa anche l'Alto Adige);
- il premio Edelweiß, gli oscar della musica popolare tedesca, nel 1991 e nel 1993;
- il premio Echo nella categoria Schlager/Volksmusik, negli anni 1993, 1996, 1997, 1998, 1999, 2000, 2001, 2003, 2006, 2007, 2008 e 2009;
- sei nomination agli Amadeus Austrian Music Award.

Non si contano i dischi d'oro e di platino raccolti in Germania, Svizzera e Austria, dove nel 1990 sono stati anche premiati per il loro primo milione di dischi venduti, e nel 1999 per i 10 milioni di copie.